# Чжэндэ
Чжу Хоучжао (кит. 朱厚照, 26 октября 1491 — 20 апреля 1521) — десятый император Китая с 1505 по 1521 из династии Мин. Правил под девизом Чжэндэ (кит. 正德, Zhèngdé «Истинная Добродетель»), посмертное храмовое имя — У-цзун (武宗).

## Биография
Родился 26 октября 1491 года в семье императора Чжу Ютана и императрицы Чэнь. Получил конфуцианское образование. Ещё в качестве наследника трона приблизил к себе евнуха Лю Цзиня.
В июне 1505 года после смерти своего отца Чжу Ютана 14-летний Чжу Хоучжао занял императорский престол под тронным именем Чжэндэ. В отличие от своего отца, Чжу Хоучжао не занимался государственными делами, совершал глупые и безрассудные поступки. Чжу Хоучжао передал управление делами империи евнуху Лю Цзиню, который возглавил клику, которая получила название «Восемь тигров». Она состояла из дворцовых евнухов, которые заправляли всеми делами в государстве. Они способствовали подъёму коррупции, беззакония, нарушению судебной системы. Некоторое время противодействовать Лю Цзиню пытались ученые из академии Ханьлинь. Однако евнух благодаря провокации убедил Чжу Хоучжао в сговоре членов Ханьлинь против императора. В итоге десятки ученых были казнены, многих отправили в ссылки. Эти действия значительно нарушили работу административной системы. Начали вспыхивать восстания крестьян, бунты горожан и мятежи. В 1507 году в провинциях Хубэй и Хунань началось крестьянское восстание, которое с трудом удалось подавить в 1511 году. Впоследствии — 1510 году — против императора выступил член правящего рода — ван Чжу Фа. Однако это выступление удалось подавить благодаря действиям евнуха Чжан Юна. Он же во время праздничного банкета убедил Чжу Хоучжао в заговоре против него со стороны Лю Цзиня. Во время обыска у последнего было найдено 36 млн фунтов золота и серебра, оружие, императорские одежды. За это Лю Цзинь и члены клики восьми тигров были казнены.
После этого Чжу Хоучжао продолжал игнорировать государственные дела, занимаясь охотой и развлечениями. Император также имел страсть к усыновлению своих фаворитов. Число усыновленных им людей приближалось к сотне. Все они получали щедрое содержание из казны и большие земельные владения. Для этого увеличивались и вводились новые налоги. Все это вызвало большое восстание в 1511 году во главе с Лю Чуном и Лю Чженем. Оно было подавлено лишь в 1512 году.
Чжу Хоучжао на некоторое время вернулся к реальности и остепенился после того, как в 1514 году во время охоты его ранил тигр. В 1518—1519 годах под его руководством было совершено два крупных военных похода против монголов, завершившихся прекращением нападений кочевников на китайские земли. В 1519 году император лично возглавил поход в провинцию Цзянси, где подавил восстание под руководством своего родственника, великого князя Нин Чжу Ченхао (Нин-вана). Сам же Нин-ван Чжу Ченхао был казнен в 1521 году, все члены его семьи были также казнены.
20 апреля 1521 года 29-летний Чжу Хоучжао скончался, не оставив наследников, так как все его сыновья скончались в детстве. Он завещал, чтобы управление государственными делами было передано императрице и сановникам с «Внутридворцового кабинета» (Нейге). В том же году на императорский престол был возведен его двоюродный брат Чжу Хоуцун.

## Личность императора
Был очень своеобразной фигурой и в личной жизни. Он любил переодеваться в простое платье и в сопровождении одного-двух друзей отправлялся гулять по столичному городу. Посещал притоны с женщинами легкого поведения. Заходил наугад в дома простых жителей, заставляя женщин сопровождать его в дальнейшей прогулке, а иногда приводил их ко дворцу, поражая придворной роскошью. Вместе с тем, он иногда водил в походы войска против противника или же на подавление внутренних восстаний. Сам участвовал в боях и вел счет пораженных им врагов. В свободное время он любил читать книги, которые не имели отношения к политике или идеологии. Учил иностранные языки и, в частности, овладел монгольским, арабским и санскритом.